# Gnathium politum
Gnathium politum är en skalbaggsart som beskrevs av Dillon 1952. Gnathium politum ingår i släktet Gnathium och familjen oljebaggar. Inga underarter finns listade i Catalogue of Life.